# Iwan Kulisz
Iwan Fomicz Kulisz, ros. Иван Фомич Кулиш (ur. 1893 na Ukrainie Słobodzkiej lub na Czernichowszczyźnie, zm. 1963) – ukraiński pedagog, emigracyjny poeta, publicysta.
W wieku lat 7 został oddany na wychowanie księciu Nieplujewowi. W 1902 roku ukończył szkołę pedagogiczną, po czym został nauczycielem we wsi Horodok. Po pewnym czasie zaczął pisać wiersze. Od początku lat 20. publikowano je w rosyjskich gazetach i czasopismach emigracyjnych, jak „Za swobodu!”, „Wołynskoje słowo”, „Zwieno”, „Na rubieże”, „Rodnoje słowo”. Pisał też artykuły literackie. W 1925 roku otrzymał główną nagrodę w konkursie literackim organizowanym przez Związek Rosyjskich Pisarzy i Dziennikarzy w Polsce. W drugiej połowie lat 30. należał do Wileńskiej Wspólnoty poetów. W 1935 roku ponownie zdobył główną nagrodę literacką rosyjskiej emigracji. W 1937 roku w Warszawie współuczestniczył w wydaniu „Antologii poezji rosyjskiej w Polsce”. Po zajęciu wschodniej części Polski przez Armię Czerwoną jesienią 1939 roku, kontynuował karierę pedagogiczną w Horodku. Otrzymał Order Lenina. W 2008 roku na Ukrainie opublikowano tomik jego poezji.